# Campanhas de Cerco

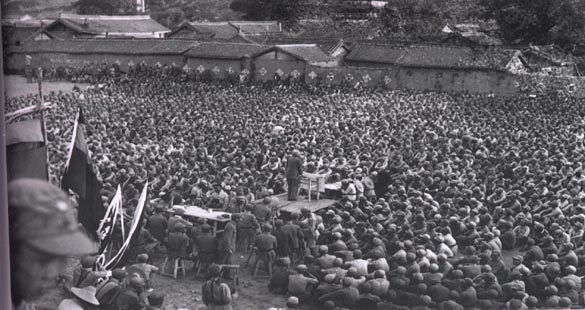
Um líder comunista dirigindo-se aos sobreviventes da Grande Marcha.

As Campanhas de Cerco (em chinês:  中央蘇區反圍剿戰爭, transl. Zhōngyāng sūqū fǎn wéijiǎo zhànzhēng), oficialmente chamadas na historiografia comunista chinesa de Guerra Revolucionária Agrária, foram as campanhas lançadas pelas forças do Governo Nacionalista chinês contra as forças do Partido Comunista Chinês durante a fase inicial da Guerra Civil Chinesa.
Formuladas pelos conselheiros alemães Hans von Seeckt e Alexander von Falkenhausen, as campanhas foram lançadas entre o final da década de 1920 e meados da década de 1930 com o objetivo de isolar e destruir o Exército Vermelho Chinês em desenvolvimento. As forças nacionalistas lançaram campanhas de cerco contra bases comunistas em vários locais separados em toda a China.

## Campanhas de cerco por local
- Campanha de cerco contra o Soviete de Fujian Oriental
- Campanha de cerco contra o Soviete de Hunan-Hubei-Jiangxi
- Campanha de cerco contra o Soviete de Hunan-Hubei-Sichuan-Guizhou
- Campanha de cerco contra o Soviete de Hunan-Jiangxi
- Campanha de cerco contra o Soviete de Hunan-Western Hubei
- Campanha de cerco contra o Soviete do nordeste de Jiangxi
- Campanha de cerco contra o Soviete de Yunnan-Guizhou-Guangxi
- Campanha de cerco contra o Soviete de Zuojiang

## Primeiras campanhas de cerco
- Primeira campanha de cerco contra o Soviete do centro de Fujian
- Primeira campanha de cerco contra o Soviete do leste de Guizhou
- Primeira campanha de cerco contra o Soviete de Hailufeng
- Primeira campanha de cerco contra o Soviete de Honghu
- Primeira campanha de cerco contra o Soviete de Hubei-Henan-Anhui
- Primeira campanha de cerco contra o Soviete de Hubei-Henan-Shaanxi
- Primeira campanha de cerco contra o Soviete de Jiangxi
- Primeira campanha de cerco contra o Soviete de Nantong-Haimen-Rugao-Taixing
- Primeira campanha de cerco contra o Soviete de Qiongya
- Primeira campanha de cerco contra o Soviete de Shaanxi-Gansu
- Primeira campanha de cerco contra o Soviete de Sichuan-Shaanxi
- Primeira campanha de cerco contra o Soviete de Fujian do Sul
- Primeira campanha de cerco contra o Soviete de Youjiang

## Segundas campanhas de cerco
- Segunda campanha de cerco contra o Soviete do centro de Fujian
- Segunda campanha de cerco contra o Seviete do leste de Guizhou
- Segunda campanha de cerco contra o Soviete de Hailufeng
- Segunda campanha de cerco contra o Soviete de Honghu
- Segunda campanha de cerco contra o Soviete de Hubei-Henan-Anhui
- Segunda campanha de cerco contra o Soviete de Hubei-Henan-Shaanxi
- Segunda campanha de cerco contra o Soviete de Jiangxi
- Segunda campanha de cerco contra o Soviete de Nantong-Haimen-Rugao-Taixing
- Segunda campanha de cerco contra o Soviete de Qiongya
- Segunda campanha de cerco contra o Soviete de Shaanxi-Gansu
- Segunda campanha de cerco contra o Soviete de Sichuan-Shaanxi
- Segunda campanha de cerco contra o Soviete de Fujian do Sul
- Segunda campanha de cerco contra o Soviete de Youjiang

## Terceiras campanhas de cerco
- Terceira campanha de cerco contra o Soviete de Honghu
- Terceira campanha de cerco contra o Soviete de Hubei-Henan-Anhui
- Terceira campanha de cerco contra o Soviete de Hubei-Henan-Shaanxi
- Terceira campanha de cerco contra o Soviete de Jiangxi
- Terceira campanha de cerco contra o Soviete de Shaanxi-Gansu
- Terceira campanha de cerco contra o Soviete de Sichuan-Shaanxi
- Terceira campanha de cerco contra o Soviete de Youjiang

## Quartas campanhas de cerco
- Quarta campanha de cerco contra o Soviete de Hubei-Henan-Anhui
- Quarta campanha de cerco contra o Soviete de Honghu = 2ª fase da campanha de cerco contra o Soviete de Hunan-Hubei Ocidental
- Quarta campanha de cerco contra o Soviete de Jiangxi

## Quintas campanhas de cerco
- Quinta campanha de cerco contra o Soviete de Hubei-Henan-Anhui
- Quinta campanha de cerco contra o Soviete de Jiangxi

## Consequências
As primeiras quatro campanhas de cerco dos militares nacionalistas chineses não tiveram sucesso. No entanto, com a ascensão de Adolf Hitler na Alemanha em 1933, e a subsequente estreita cooperação entre a Alemanha nazista e a República da China, os nacionalistas tiveram sucesso na 5ª campanha final que levou diretamente à famosa Grande Marcha dos Exércitos Vermelhos Comunistas.